# Dom lalki (dramat)
Dom lalki, także Nora (norw. Et Dukkehjem) – norweska sztuka Henrika Ibsena napisana w roku 1879. Została wciągnięta na międzynarodową listę Pamięć Świata.

## Świat przedstawiony

### Miejsce akcji
- Norwegia, dom Torwalda Helmera

### Czas akcji
XIX wiek, czas licznych przemian społecznych i gospodarczych

### Bohaterowie
- Torwald Helmer – adwokat
- Nora – żona Torwalda
- Doktor Rank – przyjaciel rodziny Helmerów
- Krystyna Linde – dawna przyjaciółka Nory
- Krogstad – adwokat, współpracownik Torwalda
- Troje małych dzieci Helmerów
- Marianna – niania
- Helena – służąca
- Posłaniec

## Treść utworu
Nora, główna bohaterka sztuki, jest od ośmiu lat żoną Torwalda Helmera. Mają troje dzieci. W małżeństwie Nora odgrywa rolę infantylnej kobietki, którą mąż, dyrektor banku, traktuje pobłażliwie i protekcjonalnie, nie przestając jednak zapewniać o swoich uczuciach. Przed trzema laty wrócili z rocznego pobytu we Włoszech, który zdaniem lekarzy był dla Helmera jedyną szansą na odzyskanie zdrowia. Nora, żeby zdobyć pieniądze na wyjazd, sfałszowała podpis na wekslu, nie zdając sobie do końca sprawy z powagi swego czynu. Helmer poznaje tajemnicę Nory z listu Krogstada, który przed laty pożyczył jej pieniądze, od początku wiedząc o sfałszowanym poręczeniu. Helmer, w ogóle nie biorąc pod uwagę okoliczności postępku żony, reaguje gniewem i oburzeniem. Myśląc jedynie o swojej reputacji, martwi się o utrzymanie pozorów. W drugim liście Krogstad rezygnuje jednak ze wszystkich roszczeń i odsyła sfałszowany weksel. Helmer od razu wybacza żonie, lecz Nora pod wpływem doznanego rozczarowania opuszcza dom. Zdała sobie sprawę, że zawsze była traktowana jak lalka, najpierw przez ojca, potem przez męża. Porzucając rodzinę, oświadcza, że będzie próbowała na własną rękę radzić sobie w życiu.